# Śledziowate
Śledziowate (Clupeidae) – rodzina ryb śledziokształtnych (Clupeiformes), głównie morskich, obejmująca między innymi śledzie, szproty, sardynki, sardynele i sardynopsy. Są to ryby użytkowe o bardzo dużym znaczeniu gospodarczym, zajmują czołowe miejsce w światowym rybołówstwie.

## Występowanie
Wody całego świata, głównie przybrzeżne wody morskie pomiędzy 70° N a 60° S. Większość śledziowatych to gatunki morskie, nieliczne są słodkowodne lub dwuśrodowiskowe. W Morzu Bałtyckim występuje sałaka (podgatunek śledzia atlantyckiego), aloza, parposz i szprot.

## Cechy charakterystyczne
Ciało wydłużone, od zaokrąglonego do silnie spłaszczonego, o długości od 2 do 75 cm. Śledziowate są bardzo sprawnymi, zwrotnymi pływakami zdolnymi przemierzać znaczne przestrzenie. Pojedyncza, mała płetwa grzbietowa ułożona jest pośrodku grzbietu, płetwy brzuszne znajdują się w pobliżu linii podstawy płetwy grzbietowej, płetwa ogonowa jest głęboko wcięta. U niektórych gatunków płetwa grzbietowa i płetwy brzuszne nie występują. Linia boczna u większości gatunków jest niewidoczna, u niektórych występuje tylko na pierwszych łuskach za głową. Łuski cykloidalne. Ubarwienie srebrne z ciemniejszym grzbietem. Żywią się planktonem, a większe osobniki drobnymi rybami. Pływają najczęściej w ławicach, czasami bardzo dużych.

## Znaczenie gospodarcze
Śledziowate zajmują pierwsze miejsce w światowych połowach rybołówstwa. Są wykorzystywane przede wszystkim z powodu mięsa nadającego się do użytku w stanie świeżym, wędzonym, po zamrożeniu lub zasoleniu, w postaci konserw i marynat. Poza tym są wykorzystywane w przetwórstwie rybnym. Do gatunków o największym znaczeniu gospodarczym należą śledź atlantycki, śledź pacyficzny, sardynki i szprot.

## Klasyfikacja
Do rodziny należą następujące rodzaje:
- Clupea Linnaeus, 1758
- Ethmidium Thompson, 1916 – jedynym przedstawicielem jest Ethmidium maculatum (Valenciennes, 1847)
- Hyperlophus Ogilby, 1892
- Potamalosa Ogilby, 1897 – jedynym przedstawicielem jest Potamalosa richmondia (Macleay, 1879)
- Ramnogaster Whitehead, 1965
- Sprattus Girgensohn, 1846
- Strangomera Whitehead, 1965 – jedynym przedstawicielem jest Strangomera bentincki (Norman, 1936) – śledź chilijski[9]

Rodzaje wymarłe:
- †Chasmoclupea
- †Erichalcis